# Ehemalige evangelische Kirche (Dobre Miasto)
Die ehemalige Evangelische Kirche im  polnischen Dobre Miasto (Guttstadt) im Ermland ist eine Schinkelkirche aus den 1830er Jahren. Sie ist seit 1945 profaniert. Der Turm der Kirche prägt das Stadtbild der ehemaligen Heidevorstadt südlich der Altstadt von Guttstadt.

## Geschichte
Ein erster Entwurf für den Bau einer Kirche für die kleine evangelische Kirche in Guttstadt im mehrheitlich katholischen Ermland wurde 1826 von Landbaumeister Jester eingereicht. Der Gegenentwurf von Karl Friedrich Schinkel behielt die Maße des Baus dieses Entwurfs, wendete jedoch konsequent den Rundbogenstil an. Für das oberste Turmgeschoss plante Schinkel ursprünglich Dreier-Arkaden. Jedoch wurde Schinkels Planung nach Erlass des Normalkirchenerlasses vom Sommer 1827 an den Normalkirchenentwurf angeglichen. Die Entscheidung über den Bau eines Kirchturms wurde erst nach Beginn des Baus getroffen. Zunächst entschied der König, dass der Turm nach dem Plan Schinkels mit einem etwas niedrigeren Turm aufgeführt werden sollte. Auf Bitte der Gemeinde erlaubte der König, ein fünftes Turmgeschoss vorzusehen. Dieser Turm stürzte jedoch schon vor Fertigstellung der Kirche 1833 ein, sodass ein neuer Turm errichtet werden musste. Der Turmbau erfolgte nicht nach dem Entwurf Schinkels, was einige gestalterische Unstimmigkeiten erklärt.
Nach 1945 wurde das Gebäude profaniert und als Kulturhaus genutzt. Nach einem Brand im Jahr 1969 wurde die Kirche für Nutzung durch die örtliche Stadtbücherei umgebaut.

## Bauwerk
Die Kirche ist im Stil des Klassizismus aus Backstein auf rechteckigen Grundriss erbaut, an den Schiffsfassaden dem Schema der Normalkirche folgend. Der Putzbau hat eine feine Quaderung, die in den Bogenrahmungen konzentrisch gestaltet ist. Das Traufgesims ist sehr reich gestaltet. Die Außenfassaden sind durch Arkaden gegliedert und haben halbrunde gewölbte Fenster. Dem Kirchenkörper ist ein hoher Turm auf quadratischem Grundriss mit vier durch Gesimse getrennten Stockwerken angefügt. Im ersten Turmgeschoss sitzt oberhalb des Gesimses in der Achse des Portals ein Lünettenfenster, während sich die beiden Freigeschosse des Turms nach allen vier Seiten mit Dreierarkaden öffnen. Der Turm ist mit einem Zeltdach bedeckt.

## Gemeinde
Die Kirchengemeinde Guttstadt gehörte bis 1945 zur Kirchenprovinz Ostpreußen der Kirche der Altpreußischen Union. Bis 1892 war in die Inspektion Ermland eingegliedert und kam erst danach zum Kirchenkreis Ermland, zu dessen Superintendenturbezirk Braunsberg (polnisch Braniewo) sie dann gehörte.

### Kirchspielorte
Bis 1945 waren neben dem Pfarrort Guttstadt (mit Hausberg (polnisch Chałupki) und Windenhof (Kunik)) 38 Orte zum Kirchspiel zusammengeschlossen:
| Deutscher Name                              | Polnischer Name                    |  | Deutscher Name                                       | Polnischer Name                               |
| ------------------------------------------- | ---------------------------------- |  | ---------------------------------------------------- | --------------------------------------------- |
| Alt Garschen                                | Garzewo                            |  | Ober Kapkeim                                         | Kabikiejmy                                    |
| Althof                                      | Stary Dwór                         |  | Peterswalde                                          | Piotraszewo                                   |
| Ankendorf                                   | Jankowo                            |  | (Königlich) Queetz mit Adlig Queetz und mit Kienberg | Kwiecewo mit Kwiecewo (Osada) und mit Drzazgi |
| Battatron mit Klutkenmühle und Ludwigsmühle | Barcikowo mit Kłódka und Ludwikowo |  | Plutken                                              | Plutki                                        |
| Blankenberg                                 | Gołogóra                           |  | Rosengarth                                           | Różynka                                       |
| Deppen                                      | Dąbrówka                           |  | Schlitt                                              | Skolity                                       |
| Eschenau                                    | Jesionowo                          |  | Schmolainen                                          | Smolajny                                      |
| Glottau                                     | Głotowo                            |  | Schönwiese                                           | Międzylesie                                   |
| Gradtken                                    | Gradki                             |  | Schwengen                                            | Swajnie                                       |
| Gronau                                      | Gronowo                            |  | Schwuben                                             | Swobodna                                      |
| Heiligenthal                                | Świątki                            |  | Steinberg                                            | Łomy                                          |
| Klingerswalde                               | Podleśna                           |  | Sternberg                                            | Stryjkowo                                     |
| Knopen                                      | Knopin                             |  | Stolzhagen                                           | Kochanówka                                    |
| Kossen                                      | Kosyń                              |  | Süssenthal                                           | Sętal                                         |
| Münsterberg                                 | Cerkiewnik                         |  | Unter Kapkeim                                        | Kabikiejmy Dolne                              |
| Neuendorf bei Guttstadt                     | Nowa Wieś Mała                     |  | Weißkreuz                                            | Krzyżno                                       |
| Neu Garschen                                | Garzewko                           |  | Wichertshof                                          | Wichrowo                                      |
| Neu Vierzighuben                            | Nowe Włóki                         |  | Wölken                                               | Wilki                                         |
| Noßberg                                     | Orzechowo                          |  | Zweiteichen                                          | Stawno                                        |

### Pfarrer
An der evangelischen Kirche in Guttstadt amtierten als Geistliche:
- Johann Daniel Friedrich Petzold, 1772–1777
- Michael Göring, 1778–1825
- Eduard Wilhelm Anderson, 1825–1837
- Ernst Martin Schwatlo, 1837–1858
- Johann Gottfried I. Schäfer, 1858–1868
- Friedrich Luwdig G. Sierke, 1869–1880
- Georg Gardin, 1880–1883
- Viktor E. Alfred Hartisch, 1884–1885
- Friedrich Otto Bähr, 1886–1915
- Willy Pensky, 1915–1919
- A. Konstantin von Hoerschelmann, 1919–1922
- Johannes Bertuleit, 1922–1928
- Erich May, 1928–1933
- Johannes Perle, 1933–1940